# Éric Chacour
Éric Chacour (Montréal, 5 november 1983) is een Canadees Franstalig schrijver. Zijn eerste roman, Ce que je sais de toi (Wat ik van je weet), werd in 2023 gepubliceerd.

## Biografie
Chacour bracht zijn jeugd door in Quebec en Frankrijk. Zijn ouders waren Canadese immigranten afkomstig uit Egypte. Hij studeerde toegepaste economie en internationale betrekkingen aan de Universiteit van Montréal. Terwijl hij in de financiële sector werkte begon hij, ongeveer tien jaar voor de uiteindelijke publicatie in 2023, met het schrijven van zijn debuutroman.
Wat ik van je weet won in 2023 de Prix Femina des lycéens en de Prix des libraires in 2024. Hij is de eerste Québécois die de Prix des Libraires heeft gewonnen sinds 1971 toen de prijs werd toegekend aan Anne Hébert.

## OverWat ik van je weet
De roman speelt zich af in Egypte in de laatste vier decennia van de vorige eeuw. Het verhaal wordt verteld vanuit het perspectief van de zoon die op zoek gaat naar zijn onbekende vader. De vader is, nadat zijn relatie met een andere man bekend is geworden, gevlucht naar Canada.

### Bestseller 60
| Boeken met noteringen in de Nederlandse Bestseller 60 | Jaar van verschijnen | Datum van binnenkomst | Hoogste positie | Aantal weken | Opmerkingen |
| ----------------------------------------------------- | -------------------- | --------------------- | --------------- | ------------ | ----------- |
| Wat ik van je weet                                    | 2024                 | 28-05-2025            | 32              | 2            |             |

- Catàleg d'autoritats de noms i títols de Catalunya: 981061155561106706
- Gemeinsame Normdatei: 1314218239
- International Standard Name Identifier: 0000 0005 0815 4351
- Library of Congress Control Number: no2023025703
- Nationale Bibliotheek van Tsjechië: pna20241226325
- Nederlandse Thesaurus van Auteursnamen: 440417317
- Système universitaire de documentation: 268850976
- Virtual International Authority File: 43167440189688530387